# Górowo Iławeckie (gmina)

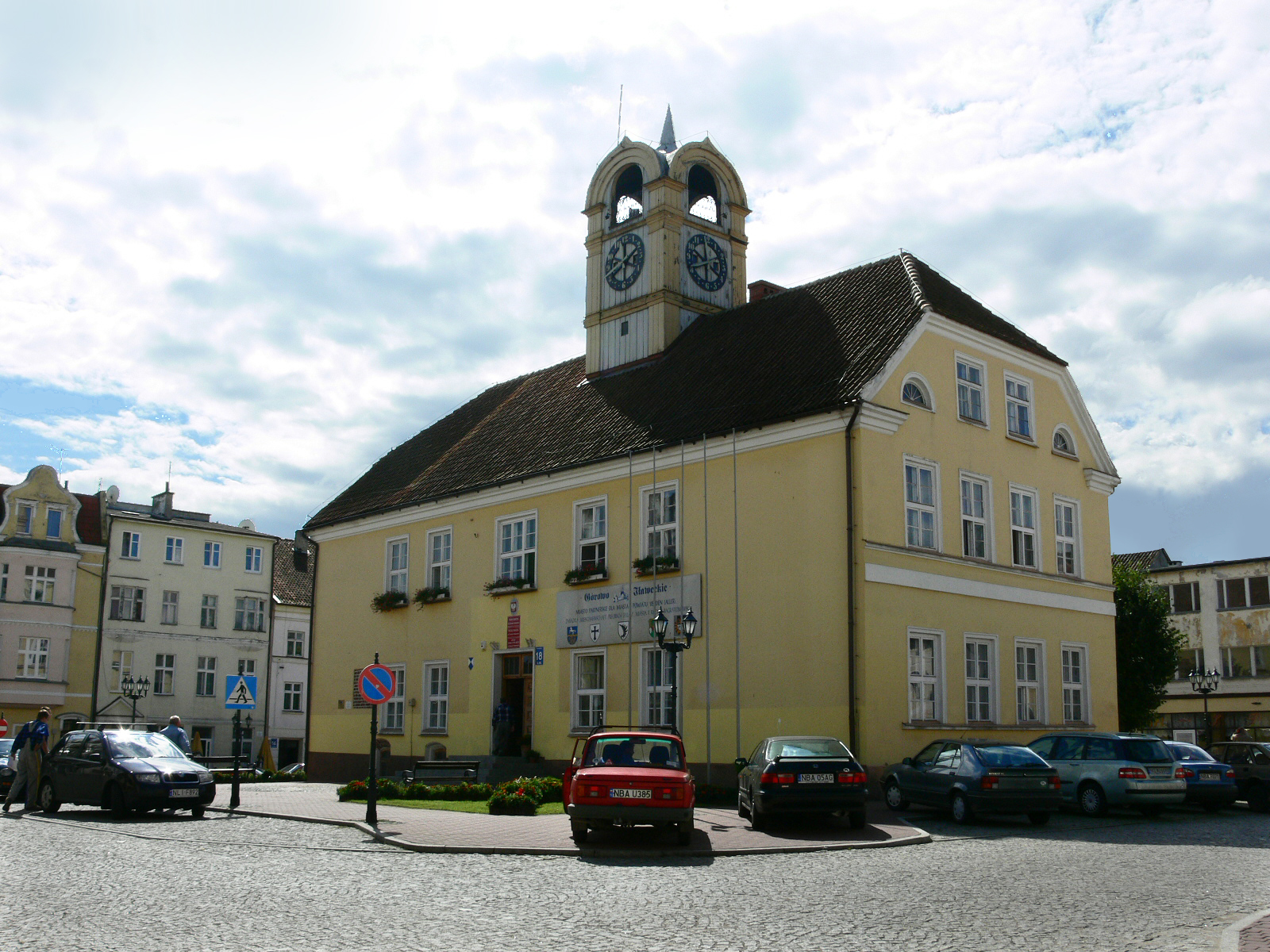
Górowo Iławeckie - Hôtel de ville

Górowo Iławeckie est une gmina rurale du powiat de Bartoszyce, Varmie-Mazurie, dans le nord de la Pologne, à la frontière avec la Russie. Son siège est la ville de Górowo Iławeckie, bien qu'elle ne fasse pas partie du territoire de la gmina.
La gmina couvre une superficie de 416,27 km2 pour une population de 7 270 habitants.

## Géographie
La gmina inclut les villages d'Augamy, Bądle, Bądze, Bukowiec, Czyprki, Dęby, Deksyty, Dobrzynka, Dulsin, Dwórzno, Dzikowo Iławeckie, Gałajny, Galiny, Glądy, Gniewkowo, Grądzik, Grotowo, Gruszyny, Janikowo, Kamińsk, Kandyty, Kanie Iławeckie, Kiwajny, Krasnołąka, Kumkiejmy, Kumkiejmy Przednie, Lipniki, Lisiak, Malinowo, Nerwiki, Nowa Karczma, Nowa Wieś Iławecka, Okopek, Orsy, Paprocina, Pareżki, Paustry, Piaseczno, Piasek, Piasty Wielkie, Pieszkowo, Powiersze, Pudlikajmy, Reszkowo, Robity, Sągnity, Sigajny, Skarbiec, Sołtysowizna, Stabławki, Stega Mała, Toprzyny, Wągniki, Wągródka, Warszkajty, Weskajmy, Wiewiórki, Włodkowo, Wojmiany, Wokiele, Worławki, Wormie, Worszyny, Woryny, Zięby, Zielenica, Żołędnik et Żywkowo.
La gmina borde la ville de Górowo Iławeckie et les gminy de Bartoszyce, Lelkowo, Lidzbark Warmiński et Pieniężno. Elle est également frontalière de la Russie (oblast de Kaliningrad).